# E.O.S. Tallinn Grand Prix 2005
Il E.O.S. Tallinn Grand Prix 2005, quarta edizione della corsa, valido come evento dell'UCI Europe Tour 2005 categoria 1.1, si svolse il 28 maggio 2005 su un percorso totale di 180 km. Fu vinto dall'estone Janek Tombak, che terminò la gara in 4h23'54" alla media di 40,925  km/h.
Al traguardo 41 ciclisti portarono a termine il percorso.

## Ordine d'arrivo (Top 10)
| Pos. | Corridore           | Squadra      | Tempo    |
| ---- | ------------------- | ------------ | -------- |
| 1    | Janek Tombak        | Nesebar      | 4h23'54" |
| 2    | Erki Pütsep         | AG2R Prév.   | a 1'42"  |
| 3    | Jonas Ljungblad     | Amore & Vita | s.t.     |
| 4    | Ėduard Vorganov     | Omnibike     | s.t.     |
| 5    | Aleksejs Saramotins | Rietumu Bank | s.t.     |
| 6    | Sebastian Skiba     | Legia        | s.t.     |
| 7    | Tomas Vaitkus       | AG2R Prév.   | a 1'46"  |
| 8    | Kacper Sowinski     | Amore & Vita | a 3'59"  |
| 9    | Oļegs Meļehs        | Rietumu Bank | s.t.     |
| 10   | Aljaksandr Kučynski | Amore & Vita | a 4'36"  |